# Trollbunden (film)
Trollbunden (engelska: Spellbound) är en amerikansk thriller-mysteriefilm från 1945 i regi av Alfred Hitchcock. I huvudrollerna ses Gregory Peck och Ingrid Bergman.

## Handling
Filmen inleds med en text som förklarar att dess syfte är att visa hur psykoanalys kan användas för att bota mentalsjukdomar. Handlingen kretsar kring Gregory Pecks rollfigur. Han utger sig för att vara doktor Anthony Edwardes, nyutnämnd chef för ett mentalsjukhus. Det står snart klart att detta inte stämmer. Peck lider av minnesförlust men hävdar att han mördat Edwardes och tagit hans plats.
Ingrid Bergmans rollfigur, psykoanalytikern Constance Petersen, är övertygad om Pecks oskuld. Tillsammans med sin lärare doktor Brulov (Michael Chekhov) analyserar Bergman en dröm som Peck haft. Drömsekvensen (designad av Salvador Dalí) är full av psykoanalytiska symboler, som ögon, gardiner, saxar, spelkort (en del blanka), en man utan ansikte, med mera.
Det visar sig att drömmen är nyckeln till brottet i filmen och till vad som hänt doktor Edwardes.

## Om filmen
Trollbunden har visats i SVT, bland annat 1993, 2002, 2024 och i augusti 2025.

## Rollista i urval
- Ingrid Bergman – dr. Constance Petersen
- Gregory Peck – dr. Anthony Edwardes / John Ballantyne
- Michael Chekhov – dr. Alexander 'Alex' Brulov, en av dr. Petersens lärare
- Leo G. Carroll – dr. Murchison, chefen för Green Manors
- Rhonda Fleming – Mary Carmichael, en patient på Green Manors
- John Emery – dr. Fleurot
- Steven Geray – dr. Graff
- Paul Harvey – dr. Hanish
- Donald Curtis – Harry, personal på Green Manors
- Norman Lloyd – mr. Garmes, en patient på Green Manors
- Bill Goodwin – house detective på Empire State Hotel
- Wallace Ford – främlingen i Empire States hotellobby
- Art Baker – inspektör Cooley
- Regis Toomey v kommissarie Gillespie